# Fuero eclesiástico
En virtud del fuero eclesiástico, defendido desde tiempos pretéritos por los canonistas, todas las causas civiles y criminales de los ministros cristianos del altar, caen solo bajo la competencia de los jueces eclesiásticos.
Según los canonistas, no es justo lo siguiente:
- Que los sacerdotes, que tienen a su cargo, la misión de juzgar a los fieles, sean juzgados por estos.
- Todo ello, porque desprestigía su autoridad y con detrimento de su consideración y respeto que deben inspirar los que han de enseñar el camino de la salvación cristiana.

En el Concilio de Macón, se dijo lo siguiente: Sería indecoroso que los sacerdotes fueran sometidos al juicio de los seculares a quienes administran la Eucarístia y los demás sacramentos.
El padre Zaparelli dijo: Si pueden admitirse diferentes órdenes de asociaciones, en razón al diferente fin á que cada uno se encamina, es evidente que deben admitirse diferentes jurisdicciones y varias clases de jurisdicción..... 
El Pontífice Pio IX condenó en el "syllabus" la siguiente proposición: El fuero eclesiástico para las causas temporales de los clérigos, tanto civiles como criminales, debe ser enteramente abolido aun sin consultar a la Sede Apostólica, a pesar de sus reclamaciones.
Entre las excomuniones "latae sentiae", especialmente reservadas a la Santidad en la bula "Apostilae Sedis" esta la que declara en el número 7.ª contra los que obliguen directa o indirectamente a los jueces legos a traer a su tribunal a las personas eclesiásticas fuera de las disposiciones canónicas.